# Astronomija u 2016.
◄◄ | ◄ | 2013. | 2014. | 2015. | 2016.  | 2017. | 2018. | 2019. | ► | ►►
Arhitektura • Astronautika • Astronomija • Biologija • Film • Fotografija • Glazba • Kazalište • Kemija • Kiparstvo • Knjige • Književnost • Kršćanstvo • Meteorologija • Medicina • Planinarstvo • Politika • Pravo • Promet • Slikarstvo • Strip • Šport • Televizija • Znanost • Zrakoplovstvo • Željeznički promet
Astronomija u 2016.

## Astronomske pojave
- 9. ožujka − potpuna pomrčina Sunca[1]
- 1. rujna − prstenasta pomrčina Sunca[1]
- 24. rujna − uočena nov V407 Lupi
- 25. listopada − uočena nova V5856 Sagittarii[2]

## Vanjske poveznice
|  | Zajednički poslužitelj ima još gradiva o temi Astronomija u 2016. |